# Rohanee Cox
Rohanee Cox, född den 23 augusti 1980 i Broome, Australien, är en australisk basketspelare som tog tog OS-silver 2008 i Peking. Detta var tredje gången i rad Australien tog silver vid de olympiska baskettävlingarna. I Australien har hon spelat för Willetton Tigers.